# Love (album de Michael Bublé)
Pour les articles homonymes, voir Love.
Albums de Michael Bublé
Nobody but Me
(2016)
Love (stylisé avec l'emoji cœur rouge ❤️) est le huitième album studio du chanteur canadien Michael Bublé. L'album est sorti le 16 novembre 2018 chez Reprise Records. Le premier single "When I Fall in Love" est sorti le 19 août 2016. 
Dans une interview pour le Daily Mail, Bublé aurait déclaré que Love serait son dernier album et qu'il ne ferait plus d'interviews, car le diagnostic de cancer de son fils et sa rémission ultérieure lui ont fait réévaluer ce qui était important pour lui, et que comme il a fait "l'album parfait", il pouvait se retirer de la musique "au sommet". Sa direction a par la suite rejeté ces rumeurs, niant la retraite de l'artiste.

## Écriture
Love est la première parution de Bublé en deux ans, après que son fils aîné Noah a reçu un diagnostic de cancer du foie, ce qui l'a incité à envisager de « ne jamais revenir à la musique ». Plus tard, il a recommencé à écrire et enregistrer des chansons en studio alors que l'état de son fils s'améliorait. Au sujet de son approche de l'album, Bublé a déclaré : « Mon dernier jeu pour le nouvel album était de créer une série de courtes histoires cinématographiques pour chaque chanson que je choisissais et de la laisser se débrouiller toute seule ». Une fois que les grandes lignes du concept de son album ont été formées, il a présenté l'idée aux membres de son groupe alors qu’ils se rendaient à son domicile à Vancouver pour une session de jam occasionnelle et des jeux vidéo.
Pour l'album, Bublé a écrit la chanson originale Forever Now et a co-écrit le titre Love You Anymore avec Charlie Puth. Le chanteur a persuadé son mentor, David Foster, de prendre sa retraite de projets de studio pour superviser la projection d'une grande partie de l'album,. Bublé pensait à l'origine qu'il intitulerait l'album My Romance en référence à sa romance ravivée par la musique, mais s'y est opposé, estimant que le titre impliquerait de fréquentes explications contextuelles.

## Liste des titres
1. When I Fall in Love
2. I Only Have Eyes for You
3. Love You Anymore
4. La Vie en rose
5. My Funny Valentine
6. Such a Night
7. Forever Now
8. Help Me Make It Through the Night (avec Loren Allred)
9. Unforgettable
10. When You're Smiling
11. Where or When